# Cueva de Aillwee
Cueva de Aillwee (en irlandés: Pluaiseanna na hAille Buí; en inglés: Aillwee Cave) es la más famosa de las muchas miles de antiguas cuevas debajo de los paisajes kársticos de Burren, en el noroeste del Condado de Clare, en la República de Irlanda. El nombre Aillwee se deriva del irlandés Aill Bhuí  que significa «acantilado amarillo».
El sistema de la cueva se compone de más de un kilómetro de pasajes que lleva al interior de la montaña. Sus características incluyen un río subterráneo y una cascada, así como algunas estalactitas y estalagmitas.